# Ninja Sentai Kakuranger
Ninja Sentai Kakuranger (忍者戦隊カクレンジャー, Ninja Sentai Kakurenjā, vertaald als Ninja Squadron Kakuranger) is de achttiende Sentai serie geproduceerd door Toei. De serie werd van 1994 tot begin 1995 uitgezonden en bestond uit 53 afleveringen. De serie diende als basis voor het derde seizoen van Mighty Morphin Power Rangers en voor de miniserie Mighty Morphin Alien Rangers.

## Verhaallijn
400 jaar geleden vond een oorlog plaats tussen een groep ninja’s en een leger van Yōkai. De legendarische Sarutobi Sasuke en vier andere ninja’s sloten de Youkai op in een grot. In 1994 laten Saizou en Sasukede, die beide afstammen van de originele vijf ninja’s, de Youkai per ongeluk weer vrij. Om hun fout te herstellen worden de twee samen met drie anderen Kakuranger. Ze worden in hun gevecht tegen de Youkai bijgestaan door de drie God Shoguns, en hun pupil NinjaMan.

## Karakters

### Kakuranger
Elk van de Kakuranger is vernoemd naar een legendarische ninja.
- * Sasuke (サスケ, Sasuke) / NinjaRed (ニンジャレッド, Ninjareddo): een afstammeling van de legendarische demonenjagende ninja Sarutobi Sasuke. Hij is een beetje roekeloze vechter die de anderen vaak meesleurt in een gevecht. Hij zal in elk geval nooit een gevecht opgeven. Zijn ninja kenmerk is “Bunshin”.
- Tsuruhime (鶴姫, Tsuruhime) / NinjaWhite (ニンジャホワイト, Ninjahowaito): een sterke dame die op zoek is naar haar vermiste vader Hakamenrou. Ze is en betere leider dan Sasuke en neemt deze taak dan ook vaak van hem over. Haar familie is al generaties lang de bewaker van de grot waar de Youkai zitten. Haar specialiteit is “Henge” waarbij ze vaak origami gebruikt.
- Saizou (サイゾウ, Saizō) / NinjaBlue (ニンジャブルー, Ninjaburū): een afstammeling van Kirigakure Saizo. Hij is een snelle prater die zichzelf een stuk slimmer inschat dan hij in werkelijkheid is. Zijn specialiteit is lopen op water.
- Seikai (セイカイ, Seikai) / NinjaYellow (ニンジャイエロー, Ninjaierō): hij is gedreven door drie dingen: eten, slaap en vrouwen. Hij is onnatuurlijk sterk. Zijn specialiteit heet “Ninpou” en stelt hem in staat tot enorm formaat te groeien.
- Jiraiya (ジライヤ, Jiraiya) / NinjaBlack (ニンジャブラック, Ninjaburakku): een Japans-Amerikaanse ninja uit Los Angeles. In het begin lijkt het of hij de Youkai helpt, maar dat deed hij slechts om de vijf legendarische boekrollen te bemachtigen waarmee de Kakurangers de Great Beast Shoguns konden oproepen. Hij is de pure vechter van de groep. Hij stamt af van Jiraiya. Zijn ninja specialiteit stelt hem in staat te “fuseren” met de aarde en zo ondergronds te reizen.

### Hulp
- Sandayuu Momochi (百地三太夫, Momochi Sandayū):een ninja meester die de Kaku Ranger vaak instructies geeft. Hij wordt gedood door Gasha Skull.
- NinjaMan (ニンジャマン, Ninjaman): een leerling van de drie God Shoguns. Zijn wapen is een katana. Hij kan zichzelf vergroten tot het formaat van de drie God Shoguns. Als hij kwaad wordt kan hij veranderen in de sterkere SamuraiMan (サムライマン, Samuraiman),.
- Tarou & Jirou (太郎と次郎, Tarō to Jirō): tweelingninja’s getraind door Tsuruhimes vader. Jaren terug hielpen ze Hakamenrou in de strijd tegen Daimaou, maar ze werden gevangen. Om hen te redden bood Hakamenrou aan voor Daimaou te werken. De twee offeren zichzelf uiteindelijk op om Hakamenrou te bevrijden.
- Bun (ブン, Bun):een Youkai die aan de kant van de Kaku Rangers staat. Hij helpt in het geheim Hakamenrou.
- de vorige vier Sentai teams (in de Kaku Ranger special “Super Sentai world”)
  - Chikyuu Sentai Fiveman
  - Choujin Sentai Jetman
  - Kyouryuu Sentai Zyuranger
  - Gosei Sentai Dairanger

### Yōkai
De Yōkai werden 400 jaar geleden door de voorouders van de Kaku Rangers verslagen. De meeste van hen hebben ook een menselijke vorm en gebruiken zelf ook ninja-magie.
- Nurarihyon (ヌラリヒョン, Nurarihyon) (1): de vorige leider van de Yōkai die 400 jaar geleden werd gedood door de voorouders van de Kakuranger. Hij wordt alleen in aflevering 1 even gezien.
- Daimaou (大魔王, Daimaō, Great Demon King) (30-53): een 1200 jaar oude Yōkai die de nieuwe leider werd na Nurarihyons dood. Hij verschijnt voor het eerst in aflevering 30 wanneer zijn zoon hem bevrijdt. Aan het eind van de serie wordt hij samen met de ander Youkai weer opgesloten.
- 'Gasha Skull (ガシャドクロ, Gashadokuro) (6-31): de zoon van Daimaou en de prins van de Yōkai. Hij wordt uiteindelijk gedood door de Super Hidden Great Shogun.
- Dr. Yugami (ユガミ博士, Yugami-hakase, Dr. Warp) (12-31): een Yōkai wetenschapper. Hij is gespecialiseerd in het maken van wapens en pantser voor de Yōkai.
- Hakamenrou (白面郎, Hakamenrō, White Masked Man) (31-53): gepantserde mysterieuze man die later Tsuruhimes vader blijkt te zijn. Hij deed alsof hij bij de Yōkai hoorde om Daimaous zwakke plek te vinden. Toen hij deze ontdekte, veranderde Daimaou hem in steen. Hij werd aan het einde van de serie weer normaal.
- Flowery Kunoichi Team (花のくノ一組, Hana no Kunoichi Gumi) (8 - 53): om de Kaku Rangers te bevechten creëerde Gasha Skull zijn eigen groep ninja’s uit katten. Ze werden in de laatste aflevering weer in katten veranderd door de God Generals:
  - Yuri (ユリ, Yuri, Lily)
  - Suiren (スイレン, Suiren, Water Lily)
  - Ayame (アヤメ, Ayame, Iris)
  - Sakura (サクラ, Sakura, Cherry Blossom)
  - Ran (ラン, Ran, Orchid)
- Dorodoros (ドロドロ, Dorodoro): Yōkai soldaten.

## Sanshinshou
De Sanshinshou (三神将, Sanshinshō, Three God Generals), ook bekend als de God Shoguns, zijn de mecha/mentors van de Kakurangers. Ze komen uit het Wind Illusion Castle (風雲幻城, Fūun Maboroshijō), waar de Kakurangers ook hun voorouders ontmoetten.
- Invincible Shogun (無敵将軍, Muteki Shōgun, Invincible General): de eerste van de God Generaals die ontwaakte. Invincible Shogun bestaat uit de vijf Giant Juushou (巨大獣将, Kyodai Jūshō, Giant Beast Generals). De Kakurangers veranderen in de Giant Beast Generals via het commando "Hidden Style: Giant Juushou Jutsu!" (Kakureryū Kyodai Jūshō no Jutsu). Invincible Shogun is gewapend met de Flaming Shogun Sword (火炎将軍剣, Kaen Shōgun Ken) waarmee hij vrijwel elke Youkai kan verslaan. Dit zwaard kan ook krimpen tot normaal formaat zodat de Kakurangers het kunnen gebruiken.
  - Red Saruder (レッドサルダー, Reddo Sarudā): NinjaReds Juushou vorm, gewapend met de Saruder Slicer.
  - White Kark (ホワイトカーク, Howaito Kāku): NinjaWhites Juushou vorm, gewapend met de Kark Beaks.
  - Yellow Kumard (イエロークマード, Ierō Kumādo): NinjaYellows Juushou vorm, gewapend met de Kumard Claw.
  - Blue Logan (ブルーロウガン, Burū Rōgan): NinjaBlues Juushou vorm, gewapend met de Logan Shaft.
  - Black Gammer (ブラックガンマー, Burakku Ganmā): NinjaBlacks Beast General form, gewapend met de Gammer Bow.
- Juushou Fighters (獣将ファイター, Jūshō Faitā): licht gepantserde versies van de Juushou, opgeroepen vanuit de Kakurangers Doron Changer en de "Hidden Style: Juushou Fighter Jutsu!" (Kakureryū Jūshō Faitā no Jutsu). Ze transformeren uit de Kakurangers. Ze hebben echter geen transformatie optie:
  - Battle Saruder (バトルサルダー, Batoru Sarudā): NinjaReds Juushou Fighter vorm.
  - Battle Kark (バトルカーク, Batoru Kāku): NinjaWhites Juushou Fighter vorm. ** Battle Kumard (バトルクマード, Batoru Kumādo): NinjaYellows Juushou Fighter vorm.
  - Battle Logan (バトルロウガン, Batoru Rogan): NinjaBlues Juushou Fighter vorm.
  - Battle Gammer (バトルガンマー, Batoru Ganmā): NinjaBlacks Juushou Fighter vorm.
- Holy Stealth Beast Tsubasamaru (聖忍獣翼丸, Seininjū Tsubasamaru, Wing Round): een enorme witte valk die kan combineren met zowel de Invincible Shogun (als kanonnen) of de Kakure Daishogun (als vleugels) voor meer kracht. Deze combinaties heten respectievelijk Super Muteki Shogun (ス－パ－無敵将軍, Sūpā Muteki Shōgun, Super Invincible General) en Super Kakure Daishogun (スーパー隠大将軍, Sūpā Kakure Daishōgun, Super Hidden Commander-in-Chief).
- Kakure Daishogun (隠大将軍, Kakure Daishōgun, Hidden Commander-in-Chief): de laatste God Generaal die wordt ontdekt. Kakure Daishogun bestaat uit de vijf Chounin Beasts (超忍獣, Chōninjū, Super Stealth Beasts), die kunnen worden opgeroepen via de Shinobi Boekrollen (忍之巻, Shinobi no Maki). Daishoguns wapens zijn z’n twee armen waarmee hij de God Hammer Punch (ゴッドハンマーパンチ, Goddo Hanmā Panchi) en God Burst Chop (ゴッドバーストチョップ, Goddo Bāsuto Choppu) kan uitvoeren.
  - God Saruder (ゴッドサルダー, Goddo Sarudā): Bestuurd door NinjaRed.
  - God Kark (ゴッドカーク, Goddo Kāku): bestuurd door NinjaWhite.
  - God Kumard (ゴッドクマード, Goddo Kumādo): bestuurd door NinjaYellow.
  - God Logan (ゴッドロウガン, Goddo Rogan): bestuurd door NinjaBlue.
  - God Gammer (ゴッドガンマー, Goddo Ganmā): bestuurd door NinjaBlack.

## Trivia
- Kakuranger is de eerste Sentai met een vrouwelijke teamleider.
- Kakuranger is de eerste Sentai met twee robots die beide bestaan uit vijf onderdelen.
- Dit is de eerste Sentaiserie waarin de helden zelf ook mecha kunnen worden.

## Afleveringen
1. It's Ninja (忍者でござる Ninja de Gozaru)
2. A Dangerous Lady (危ないオバサン Abunai Obasan)
3. American Ninja (アメリカン忍者 Amerikan Ninja)
4. The Apparition Policeman (妖怪ポリスマン Yōkai Porisuman)
5. The Uneven Strange Gamers (凸凹珍ゲーマー Dekoboko Chin Gēmā)
6. The Eyeball Prince! (目玉の王子様! Medama no Ōjisama!)
7. This Guy is Huge (こいつぁデカい Koitsa Dekai)
8. The Disguised Cat Shop!! (化猫ショップ!! Ba Neko Shoppu!!)
9. The Shocking Live Broadcast (ドッキリ生中継 Dokkiri Namachūkei)
10. The Old Man's Baby-Cry (子泣き爺いぢゃ Ko Naki Jijii dja)
11. Rags are the Best! (ボロこそ最高!! Boro Koso Saikō!)
12. They Came Foorth!! New Beast Shoguns (出たァ!! 新獣将 Detaa!! Shin Jūshō)
13. Drive Away the Sadness (ブッとばせ不幸 Buttobase Funō)
14. I'm the Young Noble!! (俺は貴公子だ!! Ore wa Kikōshi da!!)
15. Argh! Awesome Guys (げえッ!! 凄い奴 Geē!! Sugoi Yatsu)
16. The Red Monkey's Demon Extermination (赤猿の鬼退治 Aka Saru no Oni Taiji)
17. The Demon Sword and Underwear!! (魔剣とパンツ!! Maken to Pantsu!!)
18. Hello, Mushroom-kun (ハローきのこ君 Harō Kinoko-kun)
19. The Hellish Trap in Darkness!! (暗闇の地獄罠!! Kurayami no Jigoku Wana!!)
20. The Flowery Kunoichi Team (花のくノ一組!! Hana no Kunoichi Gumi)
21. The Monkey Mimic's Finishing Move (サルマネ必殺技 Saru Mane Hissatsu-waza)
22. I'll Make You Laugh (笑って頂きます Waratte Itadakimasu)
23. Blitzkrieg!! The Strange White Bird (電撃!! 白い怪鳥 Dengeki!! Shiroi Kai Tori)
24. Ah, The End of Volume 1 (あァ一巻の終り Aa Ikkan no Owari)
25. A New Departure! (新たなる出発!! Aratanaru Shuppatsu!!)
26. The Tsuruhime Family's Super Secret (鶴姫家の超秘密 Tsuruhime-ka no Chō Himitsu)
27. The End of the Invincible Shogun (無敵将軍の最期 Muteki Shōgun no Saigo)
28. A Super Big Figure Coming to Japan!! (超大物・来日!! Chō Dai Mono - Rainichi!!)
29. History's First Super Showdown (史上初の超対決 Shijō Hatsu no Chō Taiketsu)
30. Reunion With a Traitorous Father (再会 裏切りの父 Saikai Uragiri no Chichi)
31. Behold!! A New Shogun (見たか!! 新将軍 Mita ka!! Shin Shōgun)
32. Don't Lick Me, Face Thief (ナメんな顔泥棒 Namen na Kao Dorobō)
33. The Perverse Village (あまのじゃく村 Amanojaku Mura)
34. The Bride's Sandy Hell!! (花嫁砂地獄!! Hanayome Suna Jigoku!!)
35. The Three Punishment Sisters (おしおき三姉妹（シスターズ） Oshioki San Shisutāzu)
36. The Hooligan Ninja!! (暴れん坊忍者!! Abarenbō Ninja!!)
37. The Paper Umbrella Dance Queen (唐傘ダンス女王 Karakasa Dansu Joō)
38. Mooo~! A Repulsive Cow (モオ～ッ嫌な牛 Mō~- Iya na Ushi)
39. It's a Special Compilation!! (特別編だよっ!! Tokubetsu Hen Da yō!!)
40. The Heisei Fox Battle (平成キツネ合戦 Heisei Kitsune Kassen)
41. The Stray Ghost (はぐれゴースト Hagure Gōsuto)
42. The Plundered Ninja Power (強奪忍者パワー Gōdatsu Ninja Pawā)
43. The Last Day of the Three God Generals (三神将最期の日 Sanshinshō Saigo no Hi)
44. The Wound-Filled Great Reversal (傷だらけ大逆転 Kizu Darake Dai Gyakuten)
45. The Confused Santa (慌てん坊サンタ Awatenbō Santa)
46. The New Spring Manga Hell (新春まんが地獄 Shinshun Manga Jigoku)
47. The 100-Burst Human Fireworks (人間花火百連発 Ningen Hanabi Hyaku Renpatsu)
48. The Great Snow Woman's Snowball Fight (大雪女の雪合戦 Ōyuki Onna no Yukigassen)
49. Suddenly!! Poor (突然!! ビンボー Totsuzen!! Binbō)
50. Special Selection!! The Apparition Inn (特選!! 妖怪の宿 Tokusen!! Yōkai no Yado)
51. Hero Elimination (英・雄（ヒーロー）・失・格 Hīrō Shikkaku)
52. Finale!! Father and Daughter (大団円!! 父と娘 Daidan'en!! Chichi to Musume)
53. Sealing!! (封印!! Fūin!!)

### Specials
- Ninja Sentai Kakuranger the Movie
- Ninja Sentai Kakuranger Super Video: The Secret Scroll
- Super Sentai World
- Chouriki Sentai Ohranger: Ohre vs. Kakuranger